# Bonamia menziesii
Bonamia menziesii (synoniemen: Breweria menziesii, Perispermum albiflorum en Perispermum menziesii) is een plant uit de windefamilie (Convolvulaceae). De plant is endemisch op Hawaï. Asa Gray vernoemde de soort naar botanicus Archibald Menzies.
Het is een windende liaan met tot 15 m lange stengels. De plant is bedekt met geelachtig bruine haren. De 3-9 × 1-4 cm grote bladeren zijn doorgaans leerachtig en ovaal van vorm. De bloemen zijn wit tot groenachtig van kleur en trechtervormig. Ze staan solitair of in groepen van drie aan een bloemsteel. De vruchten zijn geelachtig bruine, meestal hangende, eivormige tot kegelvormige, 1-1,5 × 0,7-1 cm grote, gladde doosvruchten. Ze bevatten een of soms twee donkerbruine tot zwarte, gladde, 6-8 × 4-5 mm grote zaden die worden omringd door zwarte pulp.
De soort is uit historische tijden bekend van verspreide locaties op Kauai, de Waianae Mountains op Oahu, Lanai, Molokai, een enkele locatie op Maui en op het oostelijke deel van het eiland Hawaï. Op Molokai is de plant verdwenen. Heden ten dage is de plant bekend van zo'n 28 populaties met in totaal een paar honderd exemplaren. Er zouden minder dan 250 volwassen exemplaren in het wild zijn.
De plant komt voor op steile hellingen vlakkere terreinen in droge tot vochtige bossen op hoogtes tussen de 150 en 625 m. In dezelfde habitat komen plantensoorten als Diospyros sandwicensis en Pouteria sandwicensis voor.
De plant wordt bedreigd door vernietiging van zijn habitat voor landbouw en bebouwing; mogelijke planteneters als varkens, geiten, axisherten, muildierherten, rundvee en de kever Physomerus grossipes; concurrentie met invasieve plantensoorten als wisselbloem en witte mimosa; en bosbranden.
In de Verenigde Staten maakt de plant deel uit van de CPC National Collection of Endangered Plants. Namens het Center for Plant Conservation houdt de Waimea Valley zich bezig met de bescherming van de plant. Daarnaast is de plant aanwezig in de collectie van de National Tropical Botanical Garden.

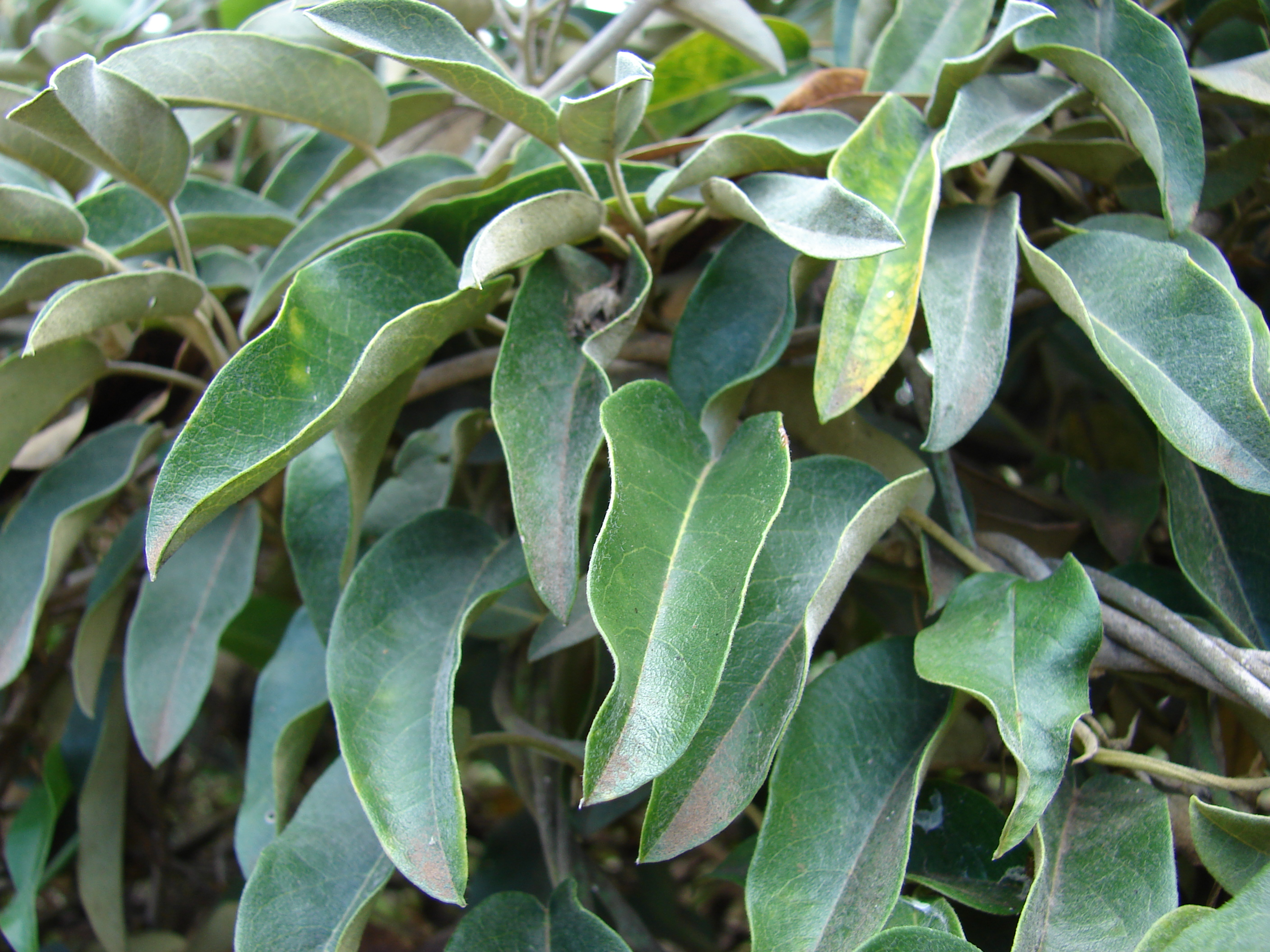
Bladeren